# Балталија
Балталија (мкд. Балталија) је насеље у Северној Македонији, у средишњем делу државе. Балталија је село у саставу општине Штип.

## Географија
Балталија је смештена у средишњем делу Северне Македоније. Од најближег града, Штипа, насеље је удаљено 15 km јужно.
Насеље Балталија се налази у историјској области Лакавица. Насеље је положено у долини реке Криве Лакавице, леве притоке Брегалнице. Северно од насеља издиже се горје Јуруклук, претходница планине Плачковице. Надморска висина насеља је приближно 320 метара.
Месна клима је умерено континентална.

## Становништво
Балталија је према последњем попису из 2002. године имала 22 становника.
Село је етнички мешовито. Ту су присутни Цинцари (59%), Турци (32%) и етнички Македонци (9%).
Претежна вероисповест месног становништва је православље, а мањинска је ислам.